# Joss Christensen
Joss Christensen (ur. 20 grudnia 1991 w Salt Lake City) – amerykański narciarz dowolny, specjalizujący się w konkurencjach Slopestyle i Halfpipe. Mistrz olimpijski ze Soczi w debiutującym na tych igrzyskach slopestyle'u. Trzy lata później wziął udział w mistrzostwach świata w Sierra Nevada, zajmując 44. miejsce. Najlepsze wyniki w Pucharze Świata osiągnął w sezonie 2015/2016, kiedy to w klasyfikacji generalnej zajął 24. miejsce. Ponadto w sezonie 2014/2015 był drugi w klasyfikacji slopestyle'u.

## Osiągnięcia

### Igrzyska olimpijskie
| Miejsce | Dzień     | Rok  | Miejscowość | Konkurencja | Zwycięzca |
| ------- | --------- | ---- | ----------- | ----------- | --------- |
| 1.      | 13 lutego | 2014 | Soczi       | Slopestyle  | -         |

### Mistrzostwa świata
| Miejsce | Dzień   | Rok  | Miejscowość   | Konkurencja | Zwycięzca      |
| ------- | ------- | ---- | ------------- | ----------- | -------------- |
| 44.     | 9 marca | 2017 | Sierra Nevada | Slopestyle  | McRae Williams |

### Puchar Świata

#### Miejsca w klasyfikacji generalnej
- sezon 2010/2011: 89.
- sezon 2011/2012: 69.
- sezon 2012/2013: 137.
- sezon 2013/2014: 180.
- sezon 2014/2015: 44.
- sezon 2015/2016: 24.
- sezon 2016/2017: 162.
- sezon 2017/2018: 181.

#### Miejsca na podium w zawodach
1. Mammoth – 4 marca 2012 (Slopestyle) – 3. miejsce
2. Park City – 27 lutego 2015 (Slopestyle) – 1. miejsce
3. Cardrona – 28 sierpnia 2015 (Slopestyle) – 3. miejsce
4. Mammoth Mountain – 24 stycznia 2016 (Slopestyle) – 1. miejsce